# الاتحاد القطري لكرة اليد
أسس الاتحاد القطري لكرة اليد عام 1968، وانضم إلي الاتحاد العربي للعبة في شهر يونيو عام 1975، فالاتحاد الأسيوي في شهر يناير من عام 1976، ثم إلي الاتحاد الدولي في سبتمبر عام 1978، واخيراً للاتحاد الخليجي في شهر مارس عام 1980.
ويقع مقر الاتحاد القطري لكرة اليد بالدحيل والذي يعد فريد من نوعه.
وقد بدأ نشاط الاتحاد الفعلي بعد تشكيل اللجنـة الأولمبيـة القطريـة وإشهار الاتحادات الرياضية، وخلال الفترة بين عامي 1968 – 1982 عمل الاتحاد جاهدا للنهوض بمستوي اللعبة ونشرها وإيجاد قاعدة كبيرة من ممارسيها ابتداء من الناشئين الذين يعتبرون الركيزة الأساسية للمنتخبات الوطنية في ذلك الوقت. أما ألان أصبحت لعبة كرة اليد تضم خمس فئات سنية (الأمل – الأشبال الناشئين – الشباب – الرجال) بالإضافة إلي فئة البراعم وأصبحت لعبة كرة اليد اللعبة الثانية على المستوي الشعبي بعد كرة القدم.
منتخب قطر لكرة اليد هو الممثل الرسمي لدولة قطر في لعبة كرة اليد.

## وصلات خلية
- قطر
- منتخب قطر لكرة اليد
- كرة اليد